# Luigi Antonelli
Luigi Antonelli, född 22 januari 1877 i Castilenti, död 21 november 1942 i Pescara, var en italiensk dramatiker.
Antonelli var en av de främsta så kallade groteskförfattarna som övergav samtidens realism för att i en karikatyrvärld ge sina teser en tydligare form. Antonellis romaner ironiserade ofta över illusionen av erfarenhetens betydelse i sina arbeten L'uomo che incontrò se stesso (1919), La bottega dei sogni (1927) och La rosa dei venti (1928).